# Luke Fortner
Luke Fortner (Cleveland, Ohio, 15 de mayo de 1998) es un jugador profesional estadounidense de fútbol americano, se desempeña en la posición de center en Jacksonville Jaguars, en la National Football League (NFL).

## Carrera
Fue seleccionado en la tercera ronda en la Reunión Anual de Selección de Jugadores de la NFL de 2022. Hizo su debut profesional con el equipo Jacksonville Jaguars, donde lleva jugando dos temporadas.